# Lee Man FC
El Lee Man FC (en chino tradicional, 理文足球會) es un equipo de fútbol de Hong Kong que juega en la Liga Premier de Hong Kong, la primera división nacional.

## Historia
Fue fundado en el año 2017 en la ciudad de Tseung Kwan O luego de que los ejecutivos de la empresa Lee & Man Paper se desvincularan del Hong Kong Rangers FC para crear su equipo propio.
Ingresaron directamente a la Liga Premier de Hong Kong, y en la temporada 2019 ganan su primer título.
En la temporada 2019/20 terminaron en segundo lugar de la liga, obteniendo la clasificación a la Copa AFC 2021, su primera aparición en un torneo internacional.

## Palmarés

### Torneos domésticos
- Liga Premier de Hong Kong (1): 2023-24
- Hong Kong Sapling Cup (1): 2018-19

## Participación en competiciones de la AFC
| Temporada | Torneo  | Ronda              | Club         | Casa         | Visita       | Global       |
| --------- | ------- | ------------------ | ------------ | ------------ | ------------ | ------------ |
| 2021      | AFC Cup | Grupo J            | Eastern      | 1–0          | 1–0          | 1° Lugar     |
| 2021      | AFC Cup | Grupo J            | Tainan City  | 4–1          | 4–1          | 1° Lugar     |
| 2021      | AFC Cup | Grupo J            | Athletic 220 | 5–1          | 5–1          | 1° Lugar     |
| 2021      | AFC Cup | Playoff Interzonal | Nasaf Qarshi | 2–3 (a.e.t.) | 2–3 (a.e.t.) | 2–3 (a.e.t.) |
| 2022      | AFC Cup | Playoff            | Athletic 220 | 2–1          | 2–1          | 2–1          |
| 2022      | AFC Cup | Grupo J            | Eastern      | 1–3          | 1–3          | 2° Lugar     |
| 2022      | AFC Cup | Grupo J            | Tainan City  | 3–1          | 3–1          | 2° Lugar     |

## Entrenadores
- Fung Ka Ki (2017–2018)[2]
- Lam Hing Lun (2018)
- Fung Hoi Man (2018)
- Chan Hiu Ming (2018– )